# Chinca
Chinca ist eine Ortschaft und eine Parroquia rural („ländliches Kirchspiel“) im Kanton Esmeraldas der ecuadorianischen Provinz Esmeraldas. Die Parroquia besitzt eine Fläche von 224,4 km². Die Einwohnerzahl lag im Jahr 2010 bei 5011. Die Parroquia wurde am 23. März 1948 gegründet.

## Lage
Die Parroquia Chinca liegt im Tiefland von Nordwest-Ecuador, etwa 25 km südlich der Provinzhauptstadt Esmeraldas. Der Río Esmeraldas durchfließt das Gebiet in nördlicher Richtung. Die Fernstraße E20 (Esmeraldas–Rosa Zárate (Quinindé)) verläuft durch den Westteil der Parroquia in Nord-Süd-Richtung. Entlang der Straße liegen die Orte Taquigue, Chaflu, Chigue und La Treinta.
Die Parroquia Chinca grenzt im Süden an die Parroquia Majua, im Westen an die Parroquia Coronel Carlos Concha Torres, im Norden an die Parroquia San Mateo, im Nordosten an die Parroquia Camarones sowie im Osten an die Parroquias Chontaduro und Chumundé (beide im Kanton Rioverde).